# 北杜24景
北杜24景（ほくと-けい）とは、山梨県北杜市にある、24の景勝地の総称である。北杜市の選んだ48の候補地と、市民からの推薦728通に基づいて、選考委員会が審議をし、平成19年に選定された。選考委員会は、
1. だれが観ても美しいと思う風景、眺望
2. 歴史・文化面からみた風景
3. 自然と人々の生活とが入り交じった様

を北杜24景の定義として、選考にあたった。
第28回国民文化祭において、北杜市が北杜24景のフットパスを企画した所、市の予想を上回る反響と申込みがあった。

## 24景
| [ 1 ] [ 3 ] | 北杜24景 選定地名                          | 所在地           | イメージ           |
| ----------- | ------------------------------------------ | ---------------- | ------------------ |
| 1           | 茅ヶ岳広域農道からの大ロケーション         | 明野町           |                    |
| 2           | 太陽の里、ひまわり畑とフラワーセンター     | 明野町           | ひまわり畑         |
| 3           | みずがき山自然公園からの瑞牆山             | 須玉町           | [ 4 ]              |
| 4           | 増富温泉と渓谷美                           | 須玉町           |                    |
| 5           | 津金の三代校舎と海岸寺と石仏群             | 須玉町           | 海岸寺             |
| 6           | 長澤の鯉のぼりと花の森公園                 | 高根町           |                    |
| 7           | 高原大橋からの八ヶ岳と川俣川渓谷           | 高根町           |                    |
| 8           | 清里高原とポールラッシュ通り               | 高根町・大泉町   | キープ農場         |
| 9           | 東沢大橋とまきば公園からの景観             | 大泉町           | 東沢大橋           |
| 10          | 吐竜の滝と川俣川渓谷                       | 大泉町           | 吐竜の滝           |
| 11          | 谷戸城趾からの田園風景と金生遺跡           | 大泉町           | 金生遺跡           |
| 12          | レインボーラインと富士見坂からの大パノラマ | 大泉町・長坂町   |                    |
| 13          | 馬と高原                                   | 小淵沢町         |                    |
| 14          | 三分一湧水と平山郁夫シルクロード美術館     | 長坂町           | 三分一湧水         |
| 15          | 信玄棒道と石仏                             | 長坂町・小淵沢町 | 棒道               |
| 16          | JR小海線（ハイブリッド車両）と八ヶ岳       | 小淵沢町         | キハE200形気動車   |
| 17          | 大糸桜と南アルプス                         | 小淵沢町         | 大糸桜と南アルプス |
| 18          | 清春芸術村、桜と甲斐駒ヶ岳                 | 長坂町           | 清春白樺美術館     |
| 19          | 甲州街道台ヶ原宿                           | 白州町           |                    |
| 20          | 名水公園べるがと甲斐駒ヶ岳                 | 白州町           |                    |
| 21          | 名水、尾白川渓谷                           | 白州町           | 尾白川渓谷の神蛇滝 |
| 22          | 山高神代桜と眞原の桜並木                   | 武川町           | 山高神代桜         |
| 23          | 武川米の郷、田園風景                       | 武川町           |                    |
| 24          | 精進ヶ滝と石空川渓谷                       | 武川町           | 精進ヶ滝           |